# Gérold (préfet de Bavière)
Pour les articles homonymes, voir Gérold.
Gérold, mort le 1er septembre 799, était un beau-frère de Charlemagne, préfet de la Bavière et margrave de la Marche des Avars.

## Biographie
Gérold est issu d'une famille noble d'Alémanie. Il était le fils de Gérold de Vintzgau et d'Emma d'Alémanie. Il est également le frère d'Hildegarde, la deuxième épouse de Charlemagne, morte en 783. Il prit certainement part à la campagne d'Italie de 773/774 contre les Lombards. On trouve ses traces en 786 et en 790 où il est présenté comme un comte dans la Baar (Bertoldsbaar). Il est l'auteur de grosses donations de domaines situés sur le Neckar et dans la haute vallée du Danube (près de Sigmaringen, Rottweil et Horb) en faveur de l'abbaye de Reichenau et de Saint-Gall. Il participa aux campagnes contre les Slaves et les Saxons. Sa bravoure au combat était remarquée. 
Il semble avoir joué un rôle décisif pour l'intégration de la Bavière dans le royaume franc et dans la lutte contre Tassilon III, le dernier duc agilolfien de Bavière. Après la déposition de Tassilon en 788 et au plus tard en 791, Gérold est nommé préfet de la Bavière. Sa parenté avec les Agilolfing a probablement pesé en sa faveur. À ce poste, Charlemagne l'engagea dans le combat contre les Avars. Son action fut remarquable et Charlemagne lui confia la poursuite de la campagne avec Éric de Frioul et Pépin d'Italie, son neveu. À partir de 796, à la suite de ces conquêtes, il doit administrer la partie nord de l'empire des Avars. Il mourut en Pannonie en 799 lors d'une bataille contre les Avars en même temps qu'Eric de Frioul. Il est enterré à Reichenau (Augia en latin).